# Prémillieu
Prémillieu település Franciaországban, Ain megyében. Lakosainak száma 47 fő (2022. január 1.). Prémillieu Armix, La Burbanche és Plateau d'Hauteville községekkel határos.

## Népesség
A település népességének változása:
| Lakosok száma | 78   | 53   | 40   | 34   | 45   | 47   | 45   | 44   | 44   | 47   |
|               | 1968 | 1982 | 1990 | 2006 | 2013 | 2015 | 2017 | 2019 | 2020 | 2022 |